# Tendachënt
Tendachënt  è un gruppo di musica folk-revival piemontese fondato nel 1997.

## Storia
Nato nel 1997, ad opera di Maurizio Martinotti, dalle ceneri del famoso gruppo de La Ciapa Rusa, riprende parte del suo repertorio ampliandolo con nuovi brani e arrangiamenti elettrici.
Trasforma il repertorio tradizionale, mantenendo l'uso della lingua piemontese, riarrangiando melodie antiche con sensibilità moderna, le rende fruibili anche per le nuove generazioni.
Con l'album La valle dei saraceni del 2005 introduce sonorità e ritmi mediterranei grazie anche alla collaborazione di: Enzo Avitabile (autore di un brano assieme a Maurizio Martinotti), De Calaix, Renat Sette, Paul James, Toni Torregrossa e i Bottari di Portico.
Nell'autunno 2009 viene pubblicato il nuovo disco, Arneis.

## Formazione
- Maurizio Martinotti: voce, ghironda, mandola
- Enrico Negro: chitarra acustica, elettrica e midi, mandola, canto
- Bruno Raiteri: violino, viola, canto
- Mauro Basilio: violoncello, percussioni
- Flavio Giacchero: clarinetto basso, cornamuse

## Discografia

### Album di studio
- 2000 - Ori pari (Folkclub Ethnosuoni)
- 2002 - Al lung della riviera (Folkclub Ethnosuoni) con Betty Zambruno
- 2005 - La valle dei saraceni (Folkclub Ethnosuoni)
- 2009 - Arneis (Folkclub Ethnosuoni)

### Partecipazioni
- 2006 - Pau I Treva
- Suoni dalla Teca 4 (La Fonoteca)
- Las musicas del Mediterraneo (FNAC Iberica)
- Keltica (KE 047)
- Un castell de musiques (CBR)
- Tribù Italiche: Piemonte (World Music)
- Samonios in musica (Self Records Divo)
- Las Musicas de Italia (FNAC Iberica)
- Diario di bordo (FolkClub-Ethnosuoni)